# Condado de Lycoming
El condado de Lycoming (en inglés: Lycoming County) fundado en 1795 es uno de 67 condados en el estado estadounidense de Pensilvania. En el 2000 el condado tenía una población de 120,044 habitantes en una densidad poblacional de 54 personas por km². La sede del condado es Williamsport.

## Geografía
Según la Oficina del Censo, el condado tiene un área total de 3221 km² (1243,6 mi²), de la cual 3198 km² (1234,7 mi²) es tierra y 23 km² (8,9 mi²) (0.72%) es agua.

### Condados adyacentes
- Condado de Tioga (norte)
- Condado de Bradford (noreste)
- Condado de Potter (suroeste)
- Condado de Sullivan (este)
- Condado de Clinton (oeste)
- Condado de Columbia (sureste)
- Condado de Union (suroeste)
- Condado de Montour (sur)
- Condado de Northumberland (sur)

## Demografía
Según el censo de 2000, había 120,044 personas, 47,003 hogares y 31,680 familias residiendo en la localidad. La densidad de población era de 54 hab./km². Había 52,464 viviendas con una densidad media de 16 viviendas/km². El 93.91% de los habitantes eran blancos, el 4.32% afroamericanos, el 0.21% amerindios, el 0.42% asiáticos, el 0.01% isleños del Pacífico, el 0.26% de otras razas y el 0.66% pertenecía a dos o más razas. El 0.87% de la población eran hispanos o latinos de cualquier raza.

## Transporte

### Interestatales
- Interestatal 180
- Futura Interestatal 99
- U.S. Route 15
- U.S. Route 220

### Carreteras estatales
- Ruta de Pensilvania 14
- Ruta de Pensilvania 42
- Ruta de Pensilvania 44
- Ruta de Pensilvania 54
- Ruta de Pensilvania 87
- Ruta de Pensilvania 118
- Ruta de Pensilvania 184
- Ruta de Pensilvania 239
- Ruta de Pensilvania 284
- Ruta de Pensilvania 287
- Ruta de Pensilvania 405
- Ruta de Pensilvania 414
- Ruta de Pensilvania 442
- Ruta de Pensilvania 554
- Ruta de Pensilvania 654
- Ruta de Pensilvania 664
- Ruta de Pensilvania 864
- Ruta de Pensilvania 880
- Ruta de Pensilvania 973

## Localidades

### Ciudades
Williamsport

### Boroughs
Duboistown |
Hughesville |
Jersey Shore |
Montgomery |
Montoursville |
Muncy |
Picture Rocks |
Salladasburg |
South Williamsport 

### Municipios
Anthony |
Armstrong |
Bastress |
Brady |
Brown |
Cascade |
Clinton  |
Cogan House |
Cummings |
Eldred |
Fairfield |
Franklin |
Gamble |
Hepburn |
Jackson |
Jordan |
Lewis |
Limestone |
Loyalsock |
Lycoming |
McHenry |
McIntyre |
McNett |
Mifflin |
Mill Creek |
Moreland |
Muncy Creek |
Muncy |
Nippenose |
Old Lycoming |
Penn |
Piatt |
Pine |
Plunketts Creek |
Porter |
Shrewsbury |
Susquehanna |
Upper Fairfield |
Washington |
Watson |
Wolf |
Woodward 

### Lugares designados por el censo
Faxon |
Garden View |
Kenmar |
Oval

### Áreas no incorporadas
Cedar Run 